# Mesonoemacheilus remadevii
Mesonoemacheilus remadevii är en fiskart som beskrevs av Shaji 2002. Mesonoemacheilus remadevii ingår i släktet Mesonoemacheilus och familjen grönlingsfiskar. IUCN kategoriserar arten globalt som livskraftig. Inga underarter finns listade i Catalogue of Life.